# Arcahaie
Arcahaie (em crioulo haitiano:  Akayè), é uma comuna do Haiti, situada no departamento de Oeste e no arrondissement de Arcahaie. De acordo com o censo de 2003, sua população total é de 102.639 habitantes.